# 穆蒂里奎湖

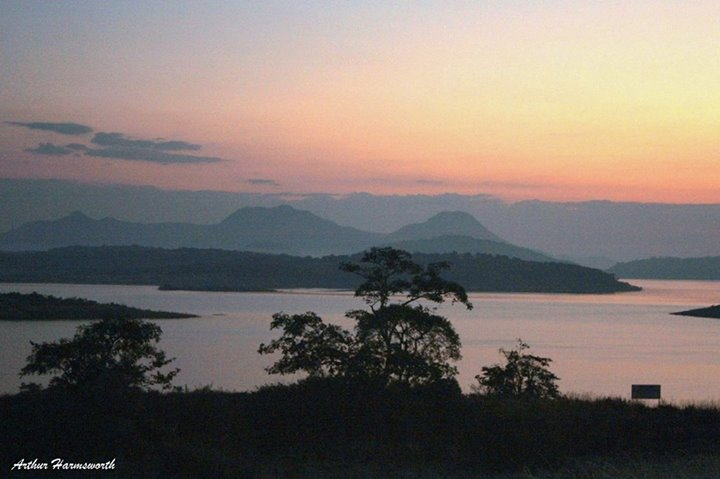

20°14′56.12″S 31°01′59.74″E / 20.2489222°S 31.0332611°E
穆蒂里奎湖（英語：Lake Mutirikwe），原名凯尔湖（英語：Lake Kyle，是津巴布韋的湖泊，位於該國東南部，處於馬斯溫戈東南面，在1960年因興建水壩而形成，面積91平方公里，集水區面積3,900平方公里。